# Endel Ruubel
Endel Ruubel (* 22. Oktober 1916 in Rõngu; † 20. Dezember 1988 ebenda) war ein estnischer Radrennfahrer und nationaler Meister im Radsport.

## Sportliche Laufbahn
Ruubel war im Straßenradsport und im Bahnradsport aktiv. 1936, 1938 und 1940 gewann er die nationale Meisterschaft im Straßenrennen. Ruubel war der letzte estnische Meister, bevor das Land von der Sowjetunion annektiert wurde. Von 1936 bis 1952 gewann er insgesamt 28 estnische Meistertitel auf der Straße und der Bahn. 1943 siegte er in der Meisterschaft im Einzelzeitfahren, 1940 wurde er Vizemeister. Nach 1940 fanden die Meisterschaften innerhalb der Sowjetunion statt und galten als Meisterschaftsrennen der Sowjetrepublik Estland. Er startete für den Verein Tartu Kalevi.

## Familiäres
Sein jüngerer Bruder Heino Ruubel war ebenfalls Radrennfahrer.